# Mittelhausbergen
Mittelhausbergen je občina v departmaju Bas-Rhin francoske regije Alzacija.
Leta 1990 je v občini živelo 1 425 oseb oz. 828 oseb/km².